# Marian-Jean Marinescu
Marian-Jean Marinescu (n. 11 august 1952, Râmnicu Vâlcea) este un politician român, membru al Partidului Național Liberal (PNL). Este membru al Parlamentului European din anul 2007. 

## Tinerețe și studii
Născut la Râmnicu Vâlcea, Marinescu a absolvit Facultatea de inginerie aerospațială a Institutului Politehnica din București în 1984 și, ulterior, a lucrat ca inginer la Avioane SA și filiala Institutului de aviație din Craiova.

## Cariera politică

### Începuturile carierei politice
Marinescu a intrat în politică în anul 1992, ca membru al Partidului Democrat. În perioada 1996 - 2000 a fost Prefect al județului Dolj. În 2004 a fost ales deputat de Dolj pe listele Alianței Dreptate și Adevăr, în cadrul PD. În septembrie 2005 a fost desemnat Observator al României în cadrul Parlamentului European. A demisionat din Parlament pe data de 30 noiembrie 2007 și a fost înlocuit de deputata Diana Maria Bușoi.

### Europarlamentar
În calitate de membru al Comisiei pentru Transporturi și Turism din cadrul PE, Marian-Jean Marinescu a fost raportor al Parlamentului European pe Pachetul legislativ Cerul Unic European II. Acest pachet legislativ se adresează întregului sistem al transporturilor aeriene, având implicații asupra companiilor aeriene, prestatorilor de servicii de navigație aeriană, controlorilor de trafic, aeroporturilor, industriei aeronautice. De asemenea, a fost raportor al Parlamentului European pentru extinderea competențelor Agenției Europene pentru Siguranța Aviației.
In cadrul Comisiei pentru Libertăți Civile, Justiție și Afaceri Interne, Marian-Jean Marinescu a fost Raportor al Parlamentului European pentru 3 dosare aflate în procedură de consultare (2 rapoarte referitoare la Republica Moldova, privind readmisia persoanelor aflate în situația de ședere ilegală  și privind facilitarea eliberării vizelor de scurtă ședere) și aviz conform (un raport aferent deciziei Consiliului privind semnarea, în numele Comunității Europene și a statelor membre ale acesteia, a unui Protocol la Acordul între Comunitatea Europeană și statele membre ale acesteia, pe de o parte, și Confederația Elvețiană, pe de altă parte, privind libera circulație a persoanelor în ceea ce privește participarea, în calitate de părți contractante, a Republicii Bulgaria și a României ca urmare a aderării acestora la Uniunea Europeană).
A fost, de asemenea, observator din partea Parlamentului European la alegerile legislative din Republica Moldova din aprilie 2009 și a făcut parte din Delegația ad-hoc a Parlamentului European care a efectuat o vizită la Chișinău pentru a investiga evenimentele ulterioare desfășurării alegerilor. Urmare a acestor misiuni, Marian-Jean Marinescu a fost co-inițiator al unei rezoluții care a fost adoptată în Parlamentul European pe 7 mai 2009.
Marian-Jean Marinescu a desfășurat o activitate susținută de protejare a drepturilor și libertăților cetățenilor români din Italia. A efectuat mai multe vizite la Roma, în cadrul cărora s-a întâlnit cu reprezentanți ai autorităților italiene și cu reprezentanți ai diasporei românești și a participat la o audiență acordată de papa Benedict la Vatican.